# Авеню (спецоперация)
Авеню (также известная под названием Wagnergate) — сорванная операция украинских спецслужб. После расследования Bellingcat она стала известна как «Вагнергейт», проводившаяся при неподтвержденном участии США с привлечением Turkish Airlines. Её целью было задержание наёмников ЧВК «Вагнер».
17 ноября 2021 года Bellingcat и The Insider опубликовали первую часть расследования Вагнергейта. Вероятный срыв спецоперации был связан с утечкой информации после доклада в Офисе Президента Украины. По словам руководителя спецоперации, на ее переносе настоял руководитель офиса президента. Операция была подготовлена украинскими спецслужбами по задержанию истребителей Вагнера, в том числе причастных к крушению украинского транспортного Ил-76 и крушению рейса 17 Malaysia Airlines . Опубликованная журналистами информация о переносе и срыве спецоперации вызвала широкий общественно-политический резонанс в Украине. За срыв раскритиковали президента Украины Владимира Зеленского и руководителя Офиса президента Украины Андрея Ермака.
Факт существования самой операции ставил под сомнение Офис Президента Украины. Позже Президент признал факт проведения операции, но обвинил другие страны в вовлечении в неё Украины. По мнению представителей «Европейской солидарности», срыв «Вагнергейта» нанес международный репутационный ущерб Украине, репутационный ущерб разведслужбам, поставил под угрозу представительства Украины в других странах, привёл к преследованию участников и организаторов операции.
По мнению одного из главных следователей операции Христо Грозева, сам факт переноса операции мог стать причиной ее провала. Ход операции, обстоятельства проведения и раскрытия «Авеню» были представлены Христо Грозевым совместно с журналистами Bellingcat в подробном исследовании, опубликованном под названием «Вагнергейт». Подробности Грозев прокомментировал в интервью российской журналистке Юлии Латыниной.

## Предыстория
Заманенных в Минск боевиков Вагнера должны были задержать в Киеве при вынужденной посадке самолёта, перевозившего их на инсценировку в Венесуэлу (где часть группы была специально трудоустроена на высокооплачиваемую работу). Из-за звонка из окружения президента транспортная операция была отложена на один день в связи с запланированными переговорами с Россией. После звонка вагнеровцам, 29 июля 2020 года, белорусское государственное информационное агентство БелТА сообщило о задержании 33 вагнеровцев, прибывших в Беларусь с целью провокации и дестабилизации избирательной кампании. Позже Беларусь передала боевиков России. Возвращение солдат ЧВК Вагнера в Россию СНБО оценило как недружественное действие Беларуси по отношению к Украине.

## Официальные заявления
Главное управление разведки Министерства обороны Украины и Службы безопасности Украины отвергли факт проведения операции, указав, что это фейк для дискредитации украинских спецслужб.
Глава Главного управления разведки Минобороны отвергает эту версию и заявляет об информационной операции России по дискредитации руководства Украины. При этом Порошенко заверил, что санкционировал подготовку операции. Андрей Ермак, глава Администрации президента, говорит, что «это выглядит как хорошо продуманная и спланированная дезинформационная кампания».
В интервью для «ВИП с Натальей Мосейчук», опубликованном 24 июня 2021 года, Президент Украины Владимир Зеленский признал факт подготовки операции и ее затягивание. Он также признал, что передавал всю информацию о вагнеровских боевиках Лукашенко.

## Расследование
Украинский журналист Юрий Бутусов подозревал, что к развязыванию операции против вагнеровцев причастен первый заместитель секретаря СНБО Руслан Демченко. Также наличие и срыв спецоперации подтвердил уволенный экс-глава Офиса президента Украины Андрей Богдан.
Дело Вагнергейта расследовала Bellingcat. В январе 2022 года один из участников группы Христо Грозев сообщил, что группа Bellingcat не только расследовала дело, но и собирается выпустить документальный фильм по нему.
25 ноября 2021 года тернопольские военные и общественные деятели написали обращение в Генеральную прокуратуру о создании независимой следственной комиссии и справедливом расследовании дела вагнеровцев.